# Велики камени крст у Јабуци
Велики камени крст у Јабуци, насељеном месту на територији града Панчева, због свог изгледа и историјског догађаја којег симболично обележава представља непокретно културно добро као споменик културе.
Јабука је за време турског периода била насељена углавном Србима. Средином 18. века, декретом Марије Терезије, населили су се овде и Немци, махом ислужени војници и инвалиди. Приликом једног продора Турске у Банат, 1788. године, место је било разорено и спаљено. Том приликом Немци су се иселили из Јабуке, а по истеривању Турака вратили су се назад. У спомен тог догађаја, према предању, становништво Јабуке у знак захвалности, подигао је један велики камени крст. Овај крст данас се налази у улици Жарка Зрењанина, у близини једног великог раскршћа које је могло бити, у то време (18. век), центар села.
Крст је направљен од грубо клесаног камена, неуобичајних размера и облика. Висок је 1,90 m хоризонтални распон му је 1,50 m, док дебљина износи око 0,30 m.